# Liste der Werke von Reiner Bredemeyer
Reiner Bredemeyer (1929–1995) komponierte Vokal-, Kammer- und Orchestermusik (ca. 300) sowie Werke für Schauspiel, Hörspiel, Film und Ausstellungen (ca. 300). Sein Œuvre beläuft sich auf insgesamt über 600 Kompositionen.

## Werke

### Instrumentalmusik

#### Orchesterwerke
- Integration für Orchester (1961)
- Sonatine für Orchester (1963). UA 3. Februar 1964 (Loh-Orchester Sondershausen, Leitung: Gerhart Wiesenhütter)
- Violinkonzert (1963)
- Komposition für 56 Streicher (1964)
- Bagatellen für B. (1970) für Klavier und Orchester. UA 2. April 1971 Berlin (Walter Olbertz (Klavier), Staatskapelle Berlin, Leitung: Otmar Suitner)
- Oktoberstück (1973) für Kammerorchester
- anfangen – aufhören (1974). Orchesterkonzert. UA 14. Februar 1978 Leipzig (Rundfunk-Sinfonieorchester Leipzig, Leitung: Andrzej Markowski)
- Cembalokonzert als Oboenkonzert (1974). UA 24. Februar 1976 Berlin (2. DDR-Musiktage, Orchester der Komischen Oper Berlin, Peter Basche (Oboe), Peter Meyer (Cembalo), Leitung: Géza Oberfrank)
- Auftakte (1976) für 3 Orchestergruppen. UA 22. Februar 1979 Berlin (Deutsche Staatsoper, VII. Musik-Biennale Berlin, Staatskapelle Berlin, Leitung: Hartmut Haenchen und Reiner Bredemeyer)
- Oboenkonzert (für Burkhard Glaetzner) (1977). UA 7. Februar 1978 Berlin (DDR-Musiktage, Mecklenburgische Staatskapelle Schwerin, Burkhard Glaetzner (Oboe), Leitung: Hartmut Haenchen)
- Schlagstück 6 (Eintags-Sinfonie) (1978) für Baßchor und Orchester
- Vier Stücke für Orchester (1979). UA 15./16. Oktober 1981 Leipzig (Neues Gewandhaus, Gewandhausorchester, Leitung: Kurt Masur)
- D (In memoriam Paul Dessau) (1980) für 15 Streicher. Gemeinschaftskomposition mit Friedrich Goldmann und Friedrich Schenker. UA 8. Juni 1981 Dresden (Kongresssaal des Deutschen Hygiene-Museums, Dresdner Musikfestspiele, Dresdner Kammerorchester, Leitung: Manfred Scherzer)
- SATIEraden (1983). Instrumentierung der Pieces froides von Erik Satie für Kammerorchester. UA 29. Mai 1983 Dresden (Kleines Haus, Dresdner Musikfestspiele, musica-viva-ensemble dresden, Leitung: Jürgen Wirrmann)
- Neun Bagatellen (1984) für Streichorchester. UA 3. Oktober 1985 Berlin (Komische Oper, Orchester der Komischen Oper Berlin, Leitung: Rolf Reuter)
- Orchesterstücke 2 (1984). UA 9. Dezember 1985 Halle (Hallesche Philharmonie, Leitung: Karl-Heinz Zettl)
- Schlagstück 8 (1985) für 6 Flöten, 5 Klarinetten, 6 Hörner, Trompete, 2 Tuben, 3 Pauken, Klavier, 10 Violoncelli und 8 Kontrabässe
- Hornkonzert (1986). UA 19. Februar 1988 Berlin (Schauspielhaus, DDR-Musiktage 1988, Sinfoniekonzert, Sebastian Weigle (Horn), Staatskapelle Berlin, Leitung: Herbert Kegel)
- Dritte Sonatine für Orchester (1987). UA 24. September 1988 Merseburg (Hallesche Philharmonie, Leitung: Karl-Heinz Zettl)
- Vierte Sonatine für Orchester (1988). UA 22. Oktober 1989 Riesa (Klub der Jugend und Sportler, Sinfoniekonzert anlässlich 40. Jahrestag der DDR, Staatliches Sinfonieorchester Riesa, Leitung: Peter Fanger)
- Vorwahl 522 (Kein Anschluß unter dieser Nummer?) (1989) für Orchester. UA 6. Oktober 1991 Dresden (Blockhaus, musica-viva-ensemble dresden, Leitung: Jürgen Wirrmann)
- Achte Sonatine für Kammerorchester (1989)

#### Kammermusik
- Quintett für Holzbläser (zum 55. Geburtstag von Rudolf Wagner-Régeny) (1958) für Flöte, Oboe, Klarinette, Bassklarinette und Fagott. UA 14. Juni 1985 Berlin (Akademie der Künste der DDR, Jubiläumskonzert 35 Jahre Meisterschülerausbildung, Matthias Rust (Flöte), Gabriele Bastian (Oboe), Norbert Möller (Klarinette), Manfred Michel (Bassklarinette), Holger Straube (Fagott), Leitung: Reiner Bredemeyer)
- Klavierstück 59 (1959). UA 22. Februar 1990 Berlin (Gesprächskonzert im Kulturbund, Dieter Brauer (Klavier))
- Oktett (zum 65. Geburtstag von Paul Dessau) (1959). UA 1982 (Rundfunk der DDR, Gruppe Neue Musik Hanns Eisler, Leitung: Christian Münch)
- Stück für Klarinette und Klavier (1959). UA 31. Oktober 1977 Berlin (Horst König (Klarinette), Dieter Brauer (Klavier))
- Schlagstück 1 (1960). UA 5. Februar 1982 (Gerd Schenker (Schlagzeug))
- Varianten (1960) für Klavier, Bratsche und Fagott. UA 19. November 1989 Magdeburg (Konzerthalle „Georg Philipp Telemann“, Abschlusskonzert der 2. Musikfesttage des Bezirkes Magdeburg, Kammerensembles Neue Musik Berlin, Leitung: Hans Jürgen Wenzel)
- Kombinationen (1962) für Klarinette und Gitarre. UA 24. November 1989 Berlin (Rathaus Pankow) (Unolf Wäntig (Klarinette), Thomas Blumenthal (Gitarre))
- Kommunikation für Schlagzeug (1965).
- Schlagstück 2 (1965) für Klavier und Schlagzeug
- Schlagstück 3 (1966) für 3 Schlagzeuge und 3 Orchestergruppen
- Serenade (1966) für Oboe, Posaune, Viola und 5 Becken
- Sonata (1967) für Violine, Viola und Klavier. UA 30. September 1978 Berlin (XII. Berliner Festtage, Iwan Konstantinow (Violine), Reimund Dewerny (Viola), Dieter Brauer (Klavier))
- Serenade 2 (1969) für Oboe, Ukulele (Viola), Violoncello, Posaune und Holzschlagzeug. UA 25. November 1971 (Gruppe Neue Musik Hanns Eisler)
- Piano und … (1970) für Klavier, 2 Schlagzeuge, Trio und Quartett. UA 30. Oktober 1981 Köln (Ensemble Modern)
- Schlagstück 5 (1970) für Klavier und einen Schlagzeuger. UA 26. April 1977 Berlin (Dieter Brauer (Klavier), Joachim Gruner (Schlagzeug))
- Serenade 3 (für H.E.) (1972) für Oboe, Englisch Horn, Posaune, Klavier, Schlagzeug, Viola, Violoncello und Kontrabass. UA 30. September 1973 (Gruppe Neue Musik Hanns Eisler)
- Di As (+-) (1973) für Oboe und Trompete. UA 14. Dezember 1973 (Burkhard Glaetzner (Oboe), Peter-Michael Krämer (Trompete))
- Sinfonia 3 und Sinfonia 11 (1973) nach Johann Sebastian Bach für Oboe und Trompete. UA 14. Dezember 1973 (Burkhard Glaetzner (Oboe), Peter-Michael Krämer (Trompete))
- Solo 1 (1973) für Violoncello. UA 6. Oktober 1976 Düsseldorf (Jürgen Wolff (Violoncello))
- Sinfonie (1974) für Oboe, Englisch Horn, Posaune, Klavier, Schlagzeug, Violine, Viola, Violoncello und Kontrabass. UA 6. Mai 1975 (Gruppe Neue Musik Hanns Eisler)
- (Oboe)2 auch accompagniert (1975) für Oboe und Tonband (Violoncello, Klavier). UA 10. Oktober 1975 (Burkhard Glaetzner (Oboe))
- piano & piano (1975). UA 26. Mai 1984 Dresden (Studiotheater Kulturpalast, Dresdner Musikfestspiele, Bettina Otto und Susanne Stelzenbach (Klavier))
- Solo 3 (1975) für Viola. UA 29. September 1979 Berlin (Karin Rühlemann (Viola))
- Solo 4 (1976) für Akkordeon. UA 1978 Klingenthal (Internationaler Akkordeonwettbewerb)
- Interludium (1977) für Flöte, Sopransaxophon, Violoncello, Kontrabass und Schlagzeug. UA 14. März 1977 Frankfurt am Main (Gruppe Sonja Kehler)
- Kontakte suchen (1977) für Oboe, Flöte und Tonband. UA 18. Februar 1977 Berlin (Werner Tast (Flöte), Burkhard Glaetzner (Oboe))
- Serenade 5 (1977) für Flöte, Horn, Posaune, Violoncello, Kontrabass, Gitarre, Schlagzeug und Klavier
- Solo 5 (1977) für Oboe. UA 17. Februar 1982 Berlin (Schloss Friedrichsfelde, Peter Basche (Oboe))
- Trio (mit Klavier) für Oboe (Violine), Violoncello und Klavier (1977). UA 15. Juni 1978 Berlin (Schlüterhof, Auslos-Trio)
- 5 Blechstücke (1979) für 2 Trompeten und 2 Posaunen. UA 4. April 1981 Berlin (Tag der Musik, Bläserquartett der Komischen Oper Berlin, Leitung: Reiner Bredemeyer)
- Cembalostück (für Ruth Zechlin) (1980). UA 8. Oktober 1983 Berlin (Apollo-Saal, XXVII. Berliner Festtage, Ruth Zechlin (Cembalo))
- Septett 80 (1980) für 2 Oboen, Violoncello, Kontrabass, Schlagzeug, Posaune und Cembalo. UA 19. Januar 1981 Leipzig (Altes Rathaus, Gruppe Neue Musik Hanns Eisler, Leitung: Hartmut Haenchen)
- Serenade 6 (1980) für Flöte, Oboe, Streichquartett, Schlagzeug und Klavier. UA 12. März 1982 Hilversum (Rundfunk, Niederländisches Kammerensemble M)
- Sextett (Weimarer Beiträge) (1980) für Flöte, Fagott, Klavier, Schlagzeug, Violine und Viola. UA 29. September 1981 Weimar (Neue Musik im Saal am Palais, Gruppe Neue Musik Weimar, Leitung: Reinhard Seehafer)
- Solo 6 (1980) für Violoncello. UA 29. Juni 1986 Fribourg (Hans-Joachim Scheitzbach (Violoncello))
- Bratschenkonzert – Oktett 81 (1981) für Viola, 2 Oboen, Posaune, Violoncello, Kontrabass, Schlagzeug und Klavier. UA 23. November 1985 Bonn (Matthias Sannemüller (Bratsche), Gruppe Neue Musik Hanns Eisler, Leitung: Friedrich Goldmann)
- Klavierquintett (Traum und Wahrheit Picassos) (1982). UA 18. März 1983 Leipzig (Museum der bildenden Künste, Reihe Konzert im Klinger-Saal, Friedrich Schenker, Günter Witteborn, Jörg Richter, Frank Beyer (Posaune), Gerhard Erber (Klavier), Leitung: Hans Jürgen Wenzel)
- Kleine Blas-Phonie (Tuten und Blasen) (1982). UA 17. November 1982 Berlin (Maxim-Gorki-Theater, Bläserquartett der Komischen Oper Berlin)
- Solo 7 (1982). UA 25. April 1983 Berlin (Komische Oper, Werner Tast (Flöte))
- Solo 8 (1982) für Friedrich Schenker und Po(e)saune. UA 5. Juli 1982 Gera (Kulturhaus, Friedrich Schenker (Posaune))
- Gemischtes Doppel (1983) für 2 Oboen, Fagott und Cembalo. UA 28. November 1985 Braunschweig (Tage neuer Kammermusik, Merlin-Ensemble: Ingo Goritzki und Burkhard Glaetzner (Oboe), Knut Sönstevold (Fagott), Brigitte Engelhard (Cembalo))
- Klavierstück 83 (1983). UA 11. Januar 1984 Leipzig (Gerhard Erber (Klavier))
- Streichquartett (1983). UA 26. Februar 1984 Berlin (Gruppe Neue Musik Berlin)
- Trio 84 (1983) für Violine, Violoncello und Klavier. UA 22. Februar 1988 Berlin (Theater im Palast, DDR-Musiktage 1988, Kammerkonzert, Ulf Däunert (Violine), Hans-Joachim Scheitzbach (Violoncello), Wolfgang Hafermalz (Klavier))
- Triostücke 3 in fünf Sätzen (1983). UA 24. Oktober 1983 Leipzig (Gohliser Schlösschen, Leipziger Consort: Matthias Sannemüller (Viola), Roland Zimmer (Gitarre), Dieter Zahn (Kontrabass))
- Alle Neune – eine Schütz(en)-Festmusik (1984) für 2 Oboen, Posaune, Viola, Violoncello, Kontrabass, Schlagzeug und Klavier. UA 19. Januar 1985 Leipzig (4. Leipziger Rathauskonzert, Gruppe Neue Musik Hanns Eisler)
- Nur 12 Saiten (1984) für 2 Gitarren. UA 13. März 1986 Berlin (Theater im Palast, Barbara Richter und Dieter Rumstig (Gitarre))
- Blech-Stanzen (1985) für 2 Trompeten, Horn, Posaune und Tuba. UA 27. Mai 1987 Berlin (Berliner Blechbläserquintett)
- Serenade 8 (1985) für Altflöte, Klarinette, Fagott, Trompete, Bratsche und Klavier. UA 19. November 1989 Magdeburg (Konzerthalle „Georg Philipp Telemann“, Abschlusskonzert der 2. Musikfesttage des Bezirkes Magdeburg, Kammerensembles Neue Musik Berlin, Leitung: Hans Jürgen Wenzel)
- Schlagstück 7 (1985) für Posaune und 6 Schlagzeuger
- Trio-Stücke 4 (1985) für Klarinette, Viola und Klavier. UA 15. Juni 1986 Zürich (Daniel Corti (Viola), Michael Gohl (Klarinette), Tomas Bächli (Klavier))
- Posaunen-Sonate (1986) für Posaune und Klavier. UA 18. Juni 1987 Hämeenlinna, Finnland (Friedrich Schenker (Posaune), Reinhard Wolschina (Klavier))
- Sextett 86 (1986) für Bläser und drei Violoncelli. UA 7. Dezember 1988 Berlin (Akademie der Künste der DDR, Festveranstaltung zum 100. Geburtstag von Friedrich Wolf, musica-viva-ensemble dresden, Leitung: Jürgen Wirrmann)
- Vierer ohne (1986) für Flöte, Fagott, Violoncello und Klavier. UA 27. April 1986 Bautzen (Deutsch-Sorbisches Volkstheater, 3. Tage sorbischer Musik, Kammerensembles Paul Dessau)
- Septett 87 (1987) für 2 Gitarren, Streichquartett und Schlagwerk. UA 8. März 1988 Berlin (Theater im Palast, Eröffnungskonzert der 4. Internationalen Tage der Gitarre, Barbara Richter und Dieter Rumstig (Gitarre), Kammerensemble Paul Dessau)
- Der Morton Feldmann in meinem Leben (1987) für Englisch Horn, Gitarre, Viola, Kontrabass, Klavier und Schlagzeug. UA 30. Oktober 1988 Halle (neues theater, Leipziger Consort, Leitung: Steffen Schleiermacher)
- Klavierstück 87 (1987). UA 16. Dezember 1988 Berlin (Theater im Palast, 4. Paul-Dessau-Tage 1988, Gerhard Erber (Klavier))
- 5 Richtige (1987) für Flöte und Streichquartett. UA 10. November 1987 Eberswalde (Berliner Kammerquartett)
- Duett (1986) für 2 Oboen. UA 25. März 1987 Rottweil (Ingo Goretzki und Burkhard Glaetzner (Oboe))
- TiP – Topp (LORIOTiotisches Duell) (1987) für Harfe und Flöte. UA 7. Juli 1987 Berlin (Theater im Palast, Katharina Hanstedt (Harfe), Werner Tast (Flöte))
- Neunichkeiten (4 petits riens mis A 9) (1988) für 2 Hörner, 2 Trompeten, 2 Posaunen, Tuba und 2 Schlagzeuger. UA 19. Februar 1989 Berlin (Schauspielhaus, Kammermusiksaal, XII. Musik-Biennale Berlin, Ensemble intercontemporain)
- Ruhm, nicht zu verscherzen (aber für Kammerensemble) (1988). UA 7. Oktober 1989 Dresden (Deutsches Hygiene-Museum, Steinsaal, 200 Jahre Französische Revolution, 3. Dresdner Tage der zeitgenössischen Musik, Ensemble Konfrontation, Leitung: Thomas Müller)
- Serenade 9 (1988) für Flöte, Horn, Viola, Violoncello und Vibraphon
- Schlagstück 9 (1988) für Klarinette (auch Bassklarinette), Schlagzeug und Klavier (4-händig)
- Than go Tangente (geflügelt) (1989). UA 23. Februar 1989 Berlin (Schauspielhaus, Kammermusiksaal, XII. Musik-Biennale Berlin, Yvar Mikhashoff (Klavier))
- Überlaufstegreifrigkeiten (1989) für Flöte, Viola, Harfe, Violoncello, Schlagzeug und Klavier. UA 22. März 1989 Berlin (Akademie der Künste, Instrumentalensemble, Leitung: Reiner Bredemeyer)
- Null problemo (für A & F) (1989) für Violoncello und Klavier. UA 23. September 1989 Berlin (Akademie der Künste der DDR, Tag der Musik, Anne Müller (Violoncello), Friedrich Suckel (Klavier))
- Klavierstück 89 (1989). UA 13. November 1989 Leipzig (Neues Gewandhaus, Kleiner Saal, Das neue Werk, 1. Konzert, Jazzinspirierte Klaviermusik, Josef Christof (Klavier))
- Grand Hand (Vierer mit) (1989) für Streichsextett. UA 26. Mai 1990 Zürich (Tonhalle, Die Kammermusiker Zürich)
- Leipzig-einundleipzig (1990) für Viola, Englisch Horn, Gitarre und Kontrabass. UA 18. Mai 1990 Leipzig (Museum der bildenden Künste, Leipziger Consort)
- Quartett-Stücke 7 (1995) für Englisch Horn, Viola, Gitarre und Fagott. UA (Ensemble Sortisatio)

### Bühnenwerke

#### Opern
- Das Leben des Andrea (1971). Schuloper nach Bertolt Brecht, aus Leben des Galilei. UA 1972
- Die Galoschenoper (1978) nach der Beggar’s Opera von John Gay. Libretto: Heinz Kahlau. UA 19. Februar 1978 Berlin (Deutsches Theater, Regie: Friedo Solter)
- Candide (1982). Oper nach Voltaire. Libretto: Gerhard Müller. UA 12. Januar 1986 Halle (Landestheater, Regie: Andreas Baumann, Leitung: Christian Kluttig)
- Der Neinsager (1990). Schuloper nach Bertolt Brecht. UA 2. Dezember 1994 Stuttgart (Kammertheater, Regie: Maxim Dessau, Leitung: Cornelis Witthoefft)

#### Ballette
- Die Muse. Ballett nach Friedrich Hölderlins Revolutionsgedicht. UA 25. Juni 1978 Köln (Tanz-Forum der Kölner Oper, Choreographie: Jochen Ulrich)

#### Operetten
- Orpheus (1970). Lieder und Einlagen zur Operette für Schauspieler nach Jacques Offenbach. Libretto: Kurt Bartsch. UA 5. Juni 1970 Berlin (Volksbühne, Regie: Wolfgang Pintzka, Leitung: Reiner Bredemeyer)

#### Bühnen-/Schauspielmusik
Reiner Bredemeyer komponierte über 100 Theatermusiken.
- 1968: Martin Sperr: Landshuter Erzählungen – Regie: Erhard Marggraf (Deutsches Theater Berlin)
- 1969: Günther Rücker: Der Nachbar des Herrn Pansa – Regie: Friedo Solter (Deutsches Theater Berlin)
- 1970: Kurt Bartsch/Reiner Bredemeyer (Nach Jacques Offenbach): Orpheus – Regie: Wolfgang Pintzka (Volksbühne Berlin)
- 1970: Horst Kleineidam: Barfuß nach Langenhanshagen – Regie: Horst Hiemer (Deutsches Theater Berlin – Kammerspiele)
- 1974: Johann Wolfgang von Goethe: Die Geschichte Gottfriedens von Berlichingen mit der eisernen Hand – Regie: Horst Schönemann (Deutsches Theater Berlin)
- 1976: Armin Stolper: Der Schuster und der Hahn – Regie: Christa Lehmann UA 17. März 1976  (Deutsches Nationaltheater Weimar)
- 1976: Euripides: Medea
- 1977: Von Kalaf und Prinzessin Turandot – Regie: Volkmar Otte UA 29. Oktober 1977 (Pantomimentheater Berlin)
- 1984: Friedrich Schiller: Wallenstein – Regie: Friedo Solter (Deutsches Theater)
- 1984: Johann Wolfgang von Goethe: Faust-Szenen – Regie: Horst Sagert (Berliner Ensemble)

### Vokalmusik

#### Orchesterlieder
- Das Alltägliche (1980). 5 Orchesterlieder für Sopran, Tenor und Orchester. Text: Karl Mickel. UA 23. Februar 1982 Berlin (Deutsche Staatsoper, DDR-Musiktage, Roswitha Trexler (Sopran), Joachim Vogt (Tenor), Berliner Sinfonieorchester, Leitung: Hans-Peter Frank)
- Einmischung in unsere Angelegenheiten (1985). Rezitative und Arie für Bariton und Orchester nach Worten von Michail Gorbatschow mit einem Zitat von Lenin. UA 25. Oktober 1986 Berlin (Schauspielhaus, DDR-Musiktage, Sinfoniekonzert, Peter Tschaplik (Bariton), Robert-Schumann-Philharmonie Karl-Marx-Stadt, Leitung: Friedrich Goldmann)
- Nebenbei gesagt (1987). Rezitative und Arie nach Antworten von Kurt Hager – Keine „Sternstunde“ (nebst Adenauer-Credo) für Bass und großes Orchester. UA 26. Februar 1990 Leipzig (Neues Gewandhaus, Kleiner Saal, Rosenmontagskonzert, Gotthold Schwarz (Bass), Gewandhausorchester, Leitung: Georg Christoph Biller)

#### Kantaten
- Ich kam hierher, um zu singen (1955/56). Kantate für Tenor, gemischten Chor, 2 Trompeten, 2 Posaunen, 2 Klarinetten und Schlagzeug nach Texten von Pablo Neruda.
- Frühling Brautlied Angst (1965). Kantate für 3 Soprane, 3 Flöten, Schlagzeug und Kontrabass. Text: Manfred Hausmann.
- Canto (1965). Kantate für Alt, Männerchor, 3 Posaunen, Klarinette, Fagott, Pauken und Streichquartett nach Texten von Bertolt Brecht.
- Die Muße (1977). Kantate 2 für 16 Stimmen und 16 Instrumente nach Friedrich Hölderlin.
- Das große Karthago (1981). Kantate für Sprecher, Chor, zwei Schlagzeuge, Klarinette und Klavier. Text: Bertolt Brecht. UA 19. Februar 1982 Berlin (Berliner Stadtbibliothek, Mitglieder des Rundfunkchores Berlin und der Staatskapelle Berlin, Leitung: Joachim Freyer)
- Musica Vivarèse (1982). Kantate nach Texten von Anaïs Nin und Edgar Varèse

#### Melodram
- Lenin – Eine Art Beispiel (Über das Besteigen hoher Berge) (1970) für Sprecher, Männerchor und Orchester. Textvorlage: Notizen eines Publizisten von Lenin. UA 5. Oktober 1979 Schwerin (Ekkehard Hahn (Sprecher), Männerchor des Mecklenburgischen Staatstheaters, Mitglieder der Mecklenburgischen Staatskapelle, Leitung: Hartmut Haenchen)
- Berichte (nach Texten von Heiner Müller) (1967) für Sprecherin, Tenor, Chor und Instrumente. UA 11. Juni 2017 Dresden im Rahmen der Dresdner Musikfestspiele (Elisabeth Holmer (Sprecherin), Oliver Kaden (Tenor), Kammerchor der Singakademie Dresden, Sinfonietta Dresden, Leitung: Ekkehard Klemm)[1]

#### Gesänge und Lieder
- Gedichte (1957) für Alt und Klavier. Text: Oliver Behnssen. UA 10. April 1978 Berlin (Christiane Laube (Mezzosopran), Dieter Brauer (Klavier))
- Ode an Chagall (1957) für Alt, Sprecher, Flöte, Viola, Cembalo und Schlagzeug. Text: Erich Arendt.
- Dichter (1965) für mittlere Stimme und Klavier. Text: René Schwachhofer. UA 10. April 1978 Berlin (Christiane Laube (Mezzosopran), Dieter Brauer (Klavier))
- Synchronisiert: asynchron (1975) für Sopran, Violine, Oboe, Violoncello, Posaune, Schlagzeug, Klavier und Tonband. Text: Nicolás Guillén (aus: Cantos americanos). UA 19. Februar 1977 Berlin (XI. Musik-Biennale Berlin, Mitglieder der Komischen Oper Berlin, Nancy Bello-Galarza (Sopran))
- Ach, es war nur die Laterne (1972). 13 Lieder zur Gitarre nach Gedichten von Julie Schrader.
- Kon-zerr-ti-no (1972) für Sopran, Bläserquintett, Violoncello und Klavier
- 13 Heine-Lieder (1972–74) für Stimme und Gitarre (weitere Instrumente ad libitum)
- Sechs Balladen nach François Villon (1976) für Stimme, Schlagzeug und Cembalo. UA 6. Dezember 1976 Berlin (Horst Drinda (Gesang), Instrumentalsolisten)
- Bilderserenade (Serenade 4) (1976) nach vier Gemälden für Mezzosopran, Flöte, Oboe, Posaune, Violine, Violoncello, Klavier, Schlagzeug und 2 Pantomimen. UA 8. Januar 1979 Leipzig (3. Leipziger Rathauskonzert, Gruppe Neue Musik Hanns Eisler, Roswitha Trexler (Sopran), Leitung: Max Pommer)
- Botschaft (1976). 9 Lieder für tiefe Stimme und Klavier. Text: Günter Kunert. UA 31. Oktober 1977 Berlin (Siegfried Hausmann (Bass), Dieter Brauer (Klavier))
- Zum 13.7. (1976) für Sopran, Es-Klarinette, Saxophon und Schlagzeug nach Worten von Arnold Schönberg.
- Gewöhnlich trinke ich Bier (1979). 5 Lieder nach Texten von Sarah Kirsch für Mezzosopran, Englisch Horn und Gitarre. UA 5. Oktober 1989 Dresden (Haus Schenvenstraße, Komponistenportrait Reiner Bredemeyer, 3. Dresdner Tage der zeitgenössischen Musik, Annett Jahns (Alt), Leipziger Consort: Axel Schmidt (Englisch Horn), Roland Zimmer (Gitarre), Leitung: Christian Münch)
- Abschied von Kochberg (1980/81). Vokalzyklus für Tenor und Klavier nach Texten von Heiner Müller, Jakob Michael Reinhold Lenz, Ernst Stadler, Johannes Bobrowski, Richard Leising und Adolf Endler. UA 17. November 1988 Berlin (Akademie der Künste der DDR, Diskussionskonzert, Hans-Joachim Voigt (Tenor))
- Dr. Martin Luther MACHT GESÄNGE (ich kann nicht anders) (1981) für Heldensopran und Gitarre. Text: Martin Luther, Thomas Müntzer. UA 26. Februar 1983 Berlin (Apollo-Saal, IX. Musik-Biennale Berlin, Kammerkonzert zum Luthergedenken, Cornelia Schmaus und Winfried Wagner (Gesang), Gundula Sonsalla (Gitarre))
- Das Vorbild. Lied für Sopran und Klavier. Text: Friederike Kempner. UA 9. Januar 1982 Berlin (Komische Oper, Kammermusik im Gespräch, Barbara Dollfuß (Gesang), Reiner Bredemeyer (Klavier))
- IG 17 – 18 (1982). 7 Lieder für hohe Stimme, Klavier und Schlagzeug (1982). Text: Yvan Goll. UA 2. Oktober 1982 Berlin (Haus der Deutsch-Sowjetische Freundschaft, Tag der Musik, Joachim Vogt (Gesang), Wolfgang Panwitz (Klavier), Gerhard Gläßer (Schlagzeug))
- Logo (1982) für Chor a cappella nach Texten von Floh de Cologne, Arnfrid Astel, Konrad Bayer und Hermann Börner. UA 24. September 1983 Berlin (Apollo-Saal, Kammerchor der Berliner Singakademie, Leitung: Dietrich Knothe)
- MARXimen (1982). (Hegel Epigramme von Karl Marx) für Tenor 3 Klarinetten und Schlagzeug. UA 16. Mai 1983 Berlin (Komische Oper, Joachim Vogt (Tenor), Oskar Michallik, Fritz Klauser (Klarinette), Manfred Michel (Bassklarinette), Walter Pietschmann (Schlagzeug), Leitung: Reinhard Seehafer)
- An meine Freunde (1984) für Tenor, drei Flöten, drei Bratschen, Fagott, Gitarre und Schlagzeug. Text: Heinz Czechowski, Rainer Kirsch, Georg Trakl. 2. Februar 1988 Berlin (Theater im Palast, Hans-Joachim Voigt (Tenor), Instrumentalensemble, Leitung: Christian Münch)
- Die Winterreise (1984). Gedichte aus den hinterlassenen Papieren eines reisenden Waldhornisten von Wilhelm Müller für Bariton, Horn und Klavier. UA 15. November 1985 Berlin (Kammermusiktage im Schauspielhaus, Siegfried Lorenz (Bariton), Sebastian Weigle (Horn), Bernd Casper (Klavier))
- Berliner Lieder 2 (1985) für Tenor, Bariton, 3 Bläser, 3 Streicher und 3 Schlagzeuger. Text: Ewald Christian von Kleist, Heinrich Heine, Alfred Lichtenstein, Bertolt Brecht, Volker Braun. 15. Februar 1987 Berlin (Rotes Rathaus, Wappensaal, XI. Musik-Biennale Berlin, Kammerkonzert, Nils Gisecke (Tenor), Andreas David (Bariton), Mitglieder des Orchesters der Komischen Oper Berlin, Leitung: Christian Münch)
- Lieder auf der Flucht (1985) für Mezzosopran und Klavier. Text: Ingeborg Bachmann. UA 26. Juni 1986 Klagenfurt (Ulrike Jäger (Mezzosopran), Elfriede Heiwa (Klavier))
- Die schöne Müllerin (1986). Monodramistische Szene für einen tiefen Müller und acht Instrumentalisten. Text: Wilhelm Müller. UA 21. Februar 1987 Berlin (Foyer der Komischen Oper, XI. Musik-Biennale Berlin, Georg Christoph Biller (Gesang), Christian Steyer (Rezitation), Solisten-Streichquartett der Komischen Oper, Berliner Hornquartett)
- KOHLrabiates (1986) für 2 Sprecher, Sprechchor und Schlagzeuger. Text: Helmut Kohl. UA 4. Dezember 1986 Berlin (Berliner Ensemble, Schauspieler und Musiker des Berliner Ensembles, Leitung: Reiner Bredemeyer)
- NB für Nancy Bello (1986). 2 Lieder nach Gedichten von Hans Magnus Enzensberger und Paul Verlaine für Sopran und Klavier. UA 12. März 1986 Berlin (Rathaus Pankow, Nancy Bello (Sopran), Christina Löffler (Klavier))
- Vertrauliche Mitteilungen (1986). 7 Lieder für Tenor, Bassklarinette und Klavier nach Texten von Jörg Kowalski. UA 26. Oktober 1989 Berlin (Thälmannpark, Neue Musik und Gespräche in der WABE, Frank Rebitschek (Tenor), Annette Barz (Bassklarinette), Ullrich Vogel (Klavier))
- … wie immer (1987). 3 datierte Gedichte von Ossip Mandelstam für Männerstimme und Gitarre.
- Hick – Hacks (1988). Vier Lieder nach Texten von Peter Hacks für Tenor und Gitarre. UA 26. September 1989 Berlin (Theater im Palast, Hans-Joachim Voigt (Tenor), Thomas Bruns (Gitarre))
- Lied für Frank (1988). 5 Lieder nach Texten von Rolf Bossert für Bariton und Klavier (1988). UA 5. Oktober 1989 Dresden (Haus Schevenstraße, Komponistenportrait Rainer Bredemeyer, 3. Dresdner Tage für zeitgenössische Musik, Georg Christoph Biller (Bariton), Gerhard Erber (Klavier))
- Post Modern (1988) für gemischten Chor und vier Hörner. Text ADN-Medldung. UA 15. Dezember 1988 Berlin (Theater im Palast, Mitwirkende der 4. Paul-Dessau-Tage 1988, Leitung: Reiner Bredemeyer)
- Kennst du das Land ...? (1989) für schlagfertigen Chor. Text: Elfriede Jelinek. UA 3. Mai 1990 Grünstadt (Chor des Leininger-Gymnasiums, Leitung: Manfred Peters)
- Was sonst noch passierte? 4 Lieder für Bariton und Klavier nach Gedichten von Ralph Grüneberger.
- Die Lösung (1995) für Tenor, Gitarre, Schlagzeug und Kontrabass. Text: Bertolt Brecht. UA 19. September 2009 Leipzig (Oper, Konzert des FZML, Marko Cilic (Tenor), Mitglieder der Sinfonietta Leipzig, Leitung: Johannes Harneit)

### Funk und Film

#### Hörspiele
Reiner Bredemeyer komponierte über 150 Hörspielmusiken:
- Die sterblichen Götter von Joachim Knauth. DDR 1960. Regie: Joachim Witte
- Die kleine Freiheit von Manfred Bieler. DDR 1961. Regie: Edgar Kaufmann.
- Die Stunde der Angst von Joachim Witte. DDR 1961. Regie: Joachim Witte.
- Abschied von Sundheim von Rolf Schneider. DDR 1961. Regie: Wolfgang Schonendorf, Karlheinz Drechsel
- Die linke Wand von Manfred Bieler. DDR 1962. Regie: Werner Grunow.
- Nachtzug von Gerhard Rentzsch. DDR 1962. Regie: Edgar Kaufmann.
- Die Verhöre des Captain Ronn von Lothar Kleine. DDR 1962. Regie: Edgar Kaufmann.
- Die Braut des Bersagliere von Edoardo Anton. DDR 1965. Regie: Wolf-Dieter Panse.
- Don Carlos von Friedrich Schiller. DDR 1966. Regie: Martin Flörchinger.
- Nico im Eis von Manfred Streubel. DDR 1966. Regie: Joachim Staritz.
- Der Matrose und die Exzellenz von Boris Lawrenjow. DDR 1967. Regie: Wolfgang Brunecker.
- Ödipus Tyrann von Heiner Müller. DDR 1967. Regie: Benno Besson.
- In den Schützengräben von Stalingrad von Wiktor Nekrassow. DDR 1968. Regie: Joachim Staritz.
- Untersuchung eines Lokalereignisses von Claude Prin. DDR 1968. Regie: Joachim Staritz.
- Fisch zu viert von Wolfgang Kohlhaase und Rita Zimmer. DDR 1968. Regie: Günther Rücker.
- Die Verschwörung des Fiesco zu Genua von Friedrich Schiller. DDR 1969. Regie: Peter Groeger.
- In unseren besten Zeiten von Günter Wünsche. DDR 1969. Regie: Wolfgang Schonendorf.
- Der Fehltritt von Anton Tschechow. DDR 1972. Regie: Joachim Staritz.
- Eine schlimme Sache von Anton Tschechow. DDR 1972. Regie: Joachim Staritz.
- Die merkwürdige Verwandlung der Jenny K. von Hans-Jürgen Bloch. DDR 1973. Regie: Joachim Staritz.
- Vom dicken Herrn Bell, der das Telefon erfand von Thomas Brasch. LITERA 1973. Regie: Horst Havemann.
- Von morgens bis mitternachts von Georg Kaiser. DDR 1973. Regie: Joachim Staritz.
- Notlandung von Rolf Schneider. DDR 1973. Regie: Rolf Schneider.
- Der Kandidat von Carl Sternheim. DDR 1973. Regie: Rudolf Christoph.
- Das Gesetz von Paul Bader. DDR 1974. Regie: Barbara Plensat.
- Die Lachtaube von Helmut Baierl. DDR 1974. Regie: Joachim Staritz.
- Sie hieß Tinh, Tinh heißt Liebe von Helmut Richter. DDR 1974. Regie: Wolfgang Schonendorf.
- Speckhut von Francisco Pereira da Silva. DDR 1974. Regie: Joachim Staritz.
- Zeit zu sterben von Gabriel García Márquez. DDR 1975. Regie: Wolfgang Schonendorf.
- Ein ganz langweiliges Zimmer von Anna Seghers. DDR 1975. Regie: Joachim Staritz.
- Michael Gaismaier oder Neun Sätze aus der Heiligen Schrift von Lothar Kleine. DDR 1975. Regie: Werner Grunow.
- Chonta – Schwarzes Herz der Palme von Gerardo Valencia. DDR 1976. Regie: Helmut Hellstorff.
- Zwiesprache halten von Helmut Bez. DDR 1976. Regie: Joachim Staritz.
- Ein anderer K. von Günter Kunert. DDR 1976. Regie: Horst Liepach.
- Michael Kohlhaas von Heinrich von Kleist. DDR 1976. Regie: Hans-Dieter Meves.
- Der Aufstieg auf den Fudschijama von Tschingis Aitmatow, Kaltaj Muhamedshanow. DDR 1976. Regie: Peter Groeger.
- Feinwäsche von Joachim Brehmer. DDR 1976. Regie: Werner Grunow.
- Ich will nicht leise sterben von Martin Stephan. DDR 1976. Regie: Joachim Staritz.
- Die Nachtigall von Hans Christian Andersen. DDR 1976. Regie: Horst Liepach.
- Salut an alle – Marx von Günter Kaltofen und Hans Pfeiffer. DDR 1977.
- Die Ballade vom traurigen Café von Carson McCullers. DDR 1977. Regie: Barbara Plensat.
- Der gute Gott von Manhattan von Ingeborg Bachmann. DDR 1977. Regie: Peter Groeger.
- Die Kesselflickerhochzeit von John Millington Synge. DDR 1977. Regie: Joachim Staritz.
- Der Tausch von Juri Trifonow. DDR 1977. Regie: Joachim Staritz.
- Feuer aus den Kesseln von Ernst Toller. DDR 1977. Regie: Peter Groeger.
- Der leuchtende Punkt von Wassili Schukschin. DDR 1977. Regie: Horst Liepach.
- Ich war 'ne Wildgans, Sir von Lord Dunsany. DDR 1977. Regie: Joachim Staritz.
- Der unglückliche Bauchredner von Ulla Ryum. DDR 1978. Regie: Peter Groeger.
- Maria von Isaak Babel. DDR 1978. Regie: Joachim Staritz.
- Horacker oder Das liebliche Abdera von Wilhelm Raabe. DDR 1978. Regie: Joachim Staritz.
- Beginn einer neuen Art des Reisens durch Afrika im Jahre 1884 von Karl-Heinz Jakobs. DDR 1978. Regie: Barbara Plensat.
- Schwäne von Andries Poppe. DDR 1979. Regie: Helmut Hellstorff.
- Bockshorn von Christoph Meckel. DDR 1979. Regie: Joachim Staritz.
- Die Hose von Carl Sternheim. DDR 1979. Regie: Werner Grunow.
- Der Fahrer und die Köchin von Albert Wendt. DDR 1979. Regie: Joachim Staritz.
- Far-li-mas von Waldtraut Lewin. DDR 1980. Regie: Barbara Plensat.
- Dantons Tod von Georg Büchner. DDR 1980. Regie: Joachim Staritz.
- Bluthochzeit von Federico García Lorca. DDR 1980. Regie: Achim Scholz.
- Casanova in Dux von Karl-Heinz Jakobs. DDR 1980. Regie: Barbara Plensat.
- Stille Post von Lia Pirskawetz. DDR 1980. Regie: Horst Liepach.
- Die ganze Welt und ein paar neue Schlittschuhe von Friedbert Stöcker. DDR 1980. Horst Liepach.
- Der nächtliche Stern von Juri Kasakow. DDR 1980. Regie: Horst Liepach.
- Besuch bei der Tante von Kjell Sundberg. DDR 1981. Regie: Albrecht Surkau.
- Das Feld von Paavo Haavikko. DDR 1981. Regie: Albrecht Surkau.
- Ich war einmal ... oder: Die Zimmerreiseabenteuer des Helden Buci von László Hárs. LITERA 1981. Regie: Albrecht Surkau.
- Katschelap von Rainer Lindow. DDR 1982. Regie: Norbert Speer.
- Mein dicker Mantel von Albert Wendt. DDR 1982. Regie: Peter Groeger.
- Armer Ritter von Peter Hacks. DDR 1982. Regie: Norbert Speer.
- Der weiße Anzug von Alonso Alegria. DDR 1982. Regie: Horst Liepach.
- Das Läuten des Windglöckchens von Sei Kurashima. DDR 1982. Regie: Albrecht Surkau.
- Das Jahrmarktsfest zu Plundersweilern von Johann Wolfgang von Goethe. DDR 1982. Regie: Werner Grunow.
- Der Condor oder Das Weib erträgt den Himmel nicht von Fritz Rudolf Fries. DDR 1982. Regie: Horst Liepach.
- Die neue Melusine von Johann Wolfgang von Goethe. DDR 1982. Regie: Petra Wellner.
- Bruder Lustig von Jacob und Wilhelm Grimm. DDR 1983. Regie: Norbert Speer.
- Und führe uns nicht in Versuchung von Jens Sparschuh. DDR 1983. Regie: Barbara Plensat.
- Das Ende vom Anfang von Sean O’Casey. DDR 1983. Regie: Horst Liepach.
- Nichts besonderes von Viktorija Tokarjewa. DDR 1983. Regie: Barbara Plensat.
- Eine Dummheit macht auch der Gescheiteste von Alexander Ostrowski. DDR 1983. Regie: Wolfgang Schonendorf.
- Prinzessin Zartfuß und die sieben Elefanten von Albert Wendt. DDR 1984. Regie: Christa Kowalski.
- Vogelkopp von Albert Wendt. DDR 1984. Regie: Norbert Speer.
- Wette mit Sisyphos – Wette mit Hermes von Bodo Schulenburg. DDR 1984. Regie: Manfred Täubert
- In jenem Jahr 1941 von Nazim Hikmet. Bearbeitung: Heinz von Cramer. DDR 1984. Regie: Barbara Plensat
- Mama und die Neutronenbombe von Jewgeni Jewtuschenko. DDR 1984. Regie: Barbara Plensat.
- Nächtliche Jagd von Juichiro Takeuch. DDR 1984. Regie: Horst Liepach.
- Die Schatten von Franz Fühmann. DDR 1984. Regie: Barbara Plensat.
- In jenem Jahr 1941 von Nazim Hikmet. DDR 1984. Regie: Barbara Plensat.
- Rotation von Hermann Kesser. DDR 1984. Regie: Horst Liepach.
- Melechsala oder Die Wahrheit über die Ehe des Grafen von Gleichen mit zwei Frauen zugleich von Johann Karl August Musäus. DDR 1984. Regie: Norbert Speer.
- Ansprache einer Verstorbenen an die Trauergemeinde von Helga Schubert. DDR 1985. Regie: Horst Liepach.
- Die Sau von Heinz Drewniok. DDR 1985. Regie: Horst Liepach.
- Die Kronprinzen von Lia Pirskawetz. DDR 1985. Regie: Christa Kowalski.
- Das Erntefest von Sean O’Casey. DDR 1985. Regie: Horst Liepach.
- Leberecht am schiefen Fenster von Peter Hacks. DDR 1985. Regie: Wolf Bunge
- Pension Schöller von Wilhelm Jacoby und Carl Laufs. DDR 1985. Regie: Norbert Speer.
- Ein Mann kauft einen Sumpf von Aimo Vuorinen. DDR 1986. Regie: Rainer Schwarz.
- Das blaue Licht von Franz Fühmann. DDR 1986. Regie: Barbara Plensat.
- Die Kinder von Peter Hacks. DDR 1986. Regie: Norbert Speer.
- Maria Magdalene von Peter Hacks. DDR 1986. Regie: Werner Grunow.
- Bettine und Clemens oder Nahe geht das Scheiden von Ernst Frieder Kratochwil. DDR 1987. Regie: Horst Liepach.
- Der ältere Sohn von Alexander Wampilow. DDR 1987. Regie: Rainer Schwarz.
- Die Nacht der Visionen von Oscar Castro. DDR 1987. Regie: Horst Liepach.
- Die Königsbraut von E. T. A. Hoffmann. DDR 1987. Regie: Karlheinz Liefers.
- Wie Walther und Wolfram ihr Mütchen kühlten oder Der Sängerkriegf auf der Wartburg von Andreas Scheinert. DDR 1987. Regie: Norbert Speer
- Tod eines deutschen Clowns von Holger Jackisch. DDR 1987. Regie: Werner Grunow.
- Am Abgrund von Gitta Sereny. DDR 1987. Regie: Horst Liepach.
- Kreppsohlen auf Vorstadtpflaster von Gerhard Pötzsch. DDR 1988. Regie: Horst Liepach.
- Berliner November von Alfred Döblin. DDR 1988. Regie: Joachim Staritz.
- Honzas Traum von Rainer Koch. DDR 1988. Regie: Horst Liepach.
- Gorbunok, das Wunderpferdchen von Pjotr Jerschow. DDR 1988. Regie: Norbert Speer.
- Sulamit oder Die hohe Liebe Salomos von Friedhold Bauer. DDR 1989. Regie: Horst Liepach.
- Das Spiel vom Kaspar, der Königin Tausendschön und der noch tausendmal schöneren Prinzessin Schneewittchen von Franz Fühmann. DDR 1989. Regie: Norbert Speer.
- Die Zaubergeige von Franz Graf von Pocci. DDR 1989. Regie: Norbert Speer.
- Das große Polizeimärchen von Karel Capek. DDR 1989. Regie: Norbert Speer.
- Eine Insel will ich haben von Fritz Rudolf Fries. DDR 1989. Regie: Horst Liepach.
- Wer hat auf Jules Verne geschossen von Fritz Rudolf Fried. DDR 1989. Regie: Horst Liepach.
- Der Attentäter von Valerie Stiegele. DDR 1989. Regie: Rainer Schwarz.
- Lissy und Ralf von Christian Martin. DDR 1989. Regie: Werner Grunow.
- Bis zum Tode von Olaf Georg Klein. DDR 1989. Regie: Horst Liepach.
- Der kleine häßliche Vogel von Werner Heiduczek. DDR 1989. Regie: Norbert Speer.
- Der Puppenspieler von Lodz von Gilles Ségal. DDR 1989. Regie: Rainer Schwarz.
- Die Feuerprinzessin von Annelies Schulz. Funkhaus Berlin 1990. Regie: Manfred Täubert.
- Das vorläufige Sterben der Gleichheit von Andreas Scheinert. Funkhaus Berlin 1990. Regie: Horst Liepach.
- Majakiade oder Ich will. Die Heimat soll mich verstehen von Andreas Knaup. Funkhaus Berlin 1990. Regie: Barbara Plensat.
- Das Eulenschloss von Franz Graf von Pocci. Funkhaus Berlin 1990. Regie: Christa Kowalski
- Die Höllenfahrt des Bertolt Brecht von Holger Teschke. Funkhaus Berlin 1991. Regie: Karlheinz Liefers
- Ich habe noch nie Champagner getrunken von Erich Loest. SachsenRadio Leipzig 1991. Regie: Klaus Zippel
- Ländliche Werbung von George Bernard Shaw. MDR 1993. Regie: Klaus Piontek.
- Walpurgisnacht oder Die Schritte des Komturs von Wenedikt Jerofejew. SFB 1994. Regie: Werner Buhss.

#### Filmmusik
Reiner Bredemeyer komponierte über 30 Filmmusiken.
- Die Feststellung. Spielfilm, DDR 1958. Regie: Herbert Fischer/Werner Bergmann/Gerhard Klein.
- Die Dame und der Blinde. TV-Film, DDR 1959. Regie: Hans-Erich Korbschmitt.
- Gerichtet bei Nacht. TV-Film, DDR 1960. Regie: Hans-Joachim Kasprzik.
- Die Wand der Vergeltung. Spielfilm, DDR 1962. Regie: Ernst Kahler.
- Das Kaninchen bin ich. Spielfilm, DDR 1964/65. Regie: Kurt Maetzig.
- Die besten Jahre. Spielfilm, DDR 1964/65. Regie: Günther Rücker.
- Heinrich der Verhinderte. Kurz-Animationsfilm, DDR 1966. Regie: Kurt Weiler.
- Geisterstunde. Fernseh-Dokumentarfilm, DDR 1966/67. Regie: Walter Heynowski.
- Nörgel und Söhne oder was vor 9742 Jahren vormittags neun Uhr begann. Animationsfilm, DDR 1967. Regie: Kurt Weiler
- Der Zeuge. TV-Dokumentarfilm, DDR 1967. Regie: Walter Heynowski/Gerhard Scheumann.
- Piloten im Pyjama. TV-Dokumentarfilm, DDR 1967/68. Regie: Walter Heynowski/Gerhard Scheumann.
- Der Mann ohne Vergangenheit. TV-Dokumentarfilm, DDR 1968/70. Regie: Walter Heynowski/Gerhard Scheumann.
- Der Präsident im Exil. TV-Dokumentarfilm, DDR 1968/69. Regie: Walter Heynowski/Gerhard Scheumann.
- Bye-bye Wheelus. Dokumentarfilm, DDR 1970/71. Regie: Walter Heynowski/Gerhard Scheumann.
- Von eurem Geist. Kurz-Dokumentarfilm, DDR 1971. Regie: Wolfgang Bartsch.
- Handschriften – Dialoge über Kunst. Kurz-Dokumentarfilm, DDR 1973. Regie: Wolfgang Bartsch.
- Das Pflichtmandat. (Theateraufzeichnung), DDR 1973
- Krieg der Mumien. Dokumentarfilm, DDR 1973/74. Regie: Walter Heynowski/Gerhard Scheumann.
- El Golpe Blanco (Der Weiße Putsch). Dokumentarfilm, DDR 1974/75. Regie: Walter Heynowski/Gerhard Scheumann.
- Dass ihnen der arme Mann Feind wird. Kurz-Dokumentarfilm, DDR 1975. Regie: Wolfgang Bartsch.
- Juno und der Pfau (Theateraufzeichnung), DDR 1975
- Immer wenn der Steiner kam. Dokumentation, DDR 1976. Regie: Walter Heynowski/Gerhard Scheumann.
- Zünd an, es kommt die Feuerwehr. Spielfilm, DDR 1977/78. Regie: Rainer Simon.
- Kampuchea – Sterben und Auferstehen. Dokumentarfilm, DDR 1980. Regie: Walter Heynowski/Gerhard Scheumann.
- Jadup und Boel. Spielfilm, DDR 1981/1988. Regie: Rainer Simon.
- Busch singt. Dokumentarfilm, DDR 1981/82. Regie: Konrad Wolf.
- Im Zeichen der Spinne. TV-Dokumentarfilm, DDR 1983. Regie: Walter Heynowski/Gerhard Scheumann.
- Die Frau und der Fremde. Spielfilm, DDR 1984. Regie: Rainer Simon.
- Das lustige Spiel. Kurz-Dokumentarfilm, DDR 1984. Regie: Walter Heynowski/Gerhard Scheumann.
- Aufbruch. Kurz-Dokumentarfilm. DDR 1985. Regie: Annelie Thorndike.
- Der Snob. (Studioaufzeichnung). 1986
- Wengler & Söhne. Eine Legende. Spielfilm, DDR 1986/87. Regie: Rainer Simon.
- Treffen in Travers. Spielfilm, DDR 1988/89. Regie: Michael Gwisdek.
- Der Magdalenenbaum. Spielfilm, DDR 1988/89. Regie: Rainer Behrend.
- Die dritte Haut. TV-Dokumentarfilm, DDR 1989. Regie: Walter Heynowski/Gerhard Scheumann.
- Es kommt alles aus mir selbst. Kurz-Dokumentarfilm, DDR 1990. Regie: Walter Heynowski.

### Musikverlage
- Werke von Reiner Bredemeyer bei der Edition Peters
- Werke von Reiner Bredemeyer bei Breitkopf und Härtel (ehemals Deutscher Verlag für Musik)
- Werke von Reiner Bredemeyer beim Verlag Neue Musik